# Srebrenička banovina
Srebrenička (Srebrnička) banovina je bila vojna upravna jedinica na prostoru današnje države Bosne i Hercegovine. Pripadala je hrvatsko-ugarskoj državi.

## Upravna organizacija
Na čelu joj je bio ban. Gradovi koji su joj pripadali: Brčko (Barka), Soko, Doboj, Srebrenik, Bijeljina, Soli, Tešanj.
Granice su joj uoči Mohačke bitke 1526. bile: rijeka Sava na sjeveru sve od grada Šamca, ne uključujući isti grad sve do Rače, ne uključujući isti. Granica je potom pratila prema jugu tok rijeke Drine. Nekoliko kilometara sjeverno od Zvornika granica je skretala prema zapadu prema gornjem toku rijeke Spreče. Kod doljne trećine te rijeke granica je skretala prema jugozapadu, prolazeći preko rijeke Bosne tik sjeverno od Maglaja i zatim nešto južno od Tešnja sve do rijeke Usore. Granica je zatim išla rijekom Usorom sve do rijeke Save. Zapadno i sjeverno se nalazila banovina Hrvatska (zapadno ista vojno-upravna jedinica Jajačka banovina), istočno Šabačka banovina, a južno zemlje Bosanskog Kraljevstva, koje je zauzelo Osmansko Carstvo.
Iako se nalazio u susjednoj Jajačkoj banovini, Dobor Grad je bio izrazito važan za sjeverni dio Usore, pa kasnije i za Jajačku i Srebreničku banovinu. Omogućavala je strateški položaj nad dolinom Bosne i povezivanje srednje Bosne prema Savi.

## Povijest

### Uvodne okolnosti
Uspostavio ju je hrvatsko-ugarski kralj Matija Korvin jeseni odnosno zime 1463. godine. To je bilo za doba stogodišnjeg hrvatsko-turskog rata, kad su turska osvajanja ozbiljno ugrozila ne samo istočne granice Hrvatskog Kraljevstva, nego i dubinu hrvatskog teritorija. 
Ljeta je te iste godine Bosansko Kraljevstvo palo pod tursku vlast, kad je osmanski sultan Mehmed II. napao i zauzeo Bosnu te i grad Jajce. 

### Osloboditeljski Korvinov pohod 1463.
Kralj Matija Korvin je jeseni te 1463. godine oslobodio dio Bosne do Jajca te uspostavio Jajačku i Srebrničku banovinu. Srebrenička je banovina imala sjedište u Srebreniku.
Autori bilježe "Kralj ugarsko-hrvatski Matija Korvin, koji nije propadajućemu kraljevstvu u pomoć pritekao, budi što ga je Muhamed II. nadmudrio, budi što je htio, da kraljevstvo propane, pa da on tada Bosnu iz turskih ruku otme i kao pokrajinu svojoj državi pridruži."
U vojnom mu je pohodu pomogla brojna bosanska i hercegovačka vlastela. Osobito se isticao vojvoda Vladislav, sin hercega Stjepana. Zimi 1463. godine Matija je Korvin oslobodio od Turaka sve Donje kraje i  banovine Usoru i Soli. Uspješnim je pohodom pod svoju vlast dobio 30 utvrđenih gradova. U Donjim krajima bitne su utvrde bile u Jajcu, Zvečaju, Vrbaškom gradu i Banjoj Luci, a na Usori to su bili Tešanj i Srebrenik. Osmanskom je Carstvu pod nadzorom ostala samo "gornja ili prava Bosna" s Podrinjem.
Kralje Matija Korvin je 6. prosinca 1463. osobno došao onamo u Jajce. Ondje je izdao povelju vojvodi Vladislavu Vukčiću kojom ga je uzdario za izvrsnost u vojnom pohodu protiv Turaka i za logističku potporu hrvatsko-ugarskim snagama. Od oslobođenih područja kreirane su dvije banovine. Matija Korvin je od donjih krajeva ustrojio je Jajačku banovinu, koja je bila radi zaprječivanja osmanskih udara na Hrvatsku. Od područja banovina Usore i Soli istočno od rijeke Bosne ustrojio je Srebreničku banovinu koja je imala zapriječiti osmanske udare na Slavoniju.

### Pad južnog krila
Posjed hercega Stjepana Vukčića bi izložen propadanju nakon njegove smrti 1466. godine. Dvojica njegovih sinova, Vladislav i Vlatko, neko su vrijeme opstojali na posjedu no naposljetku iseliše u Dubrovnik, a treći mu se sin Stjepan islamizirao. Već do 1483. se je godine cijela Hercegovina našla pod osmanskom vlašću.
1512. godine Srebrenička je banovina pala pod tursku vlast, čime se je Jajačka banovina našla ugroženom i s istoka.
Jajačka je banovina odolila osmanskim navalama sve do 1528. godine.

## Vanjske poveznice
- Zemljovid Stogodišnjeg hrvatsko-turskog rata  Arhivirana inačica izvorne stranice od 8. travnja 2022. (Wayback Machine)
- Večernji list doc. dr. sc. Hrvoje Gračanin: Petar Zrinski s 2000 krajišnika potukao 8000 Turaka i - kažnjen, 4. srpnja 2010.
- [neaktivna poveznica] Dane Gruber: Borba Hrvata s Turcima od pada Sigeta do navale Turaka na Sisak (1566-1576) u Zabavnik hrvatske omladine za godinu 1878., Djaško društvo Hrvatski dom na I. hrvatskom sveučilištu, Zagreb, 1878.
- Historijski zbornik g. XXXVII (1)  Arhivirana inačica izvorne stranice od 4. ožujka 2016. (Wayback Machine) Tomislav Raukar: Turci i hrvatsko kasnosrednjovjekovno društvo